# Municipio de Maneys Neck
El municipio de Maneys Neck (en inglés: Maneys Neck Township) es un municipio ubicado en el  condado de Hertford en el estado estadounidense de Carolina del Norte. En el año 2000 tenía una población de 1.421 habitantes.

## Geografía
El municipio de Maneys Neck se encuentra ubicado en las coordenadas 36°30′23.36″N 77°0′29.14″O / 36.5064889, -77.0080944.